# Les Aventures du roi Pausole
Les aventures du roi Pausole (título original en francés; en español, Las aventuras del rey Pausole) es una opérette en tres actos con música de Arthur Honegger y libreto en francés de Albert Willemetz, basada en la novela de 1901 de Pierre Louÿs. Se estrenó en los Bouffes Parisiens el 12 de diciembre de 1930, y tuvo casi 500 representaciones en su primera temporada.
Fue la tercera obra operística de Honegger, pero la primera en un tono ligero, compuesta entre mayo y noviembre de 1930, y dedicada a Fernand Ochsé. Excluyendo el diálogo, hay alrededor de 75 minutos de música, lo que hace que sea más larga que mucha de su obra más seria. Aunque muestra la influencia de Mozart, Chabrier y Messager, contiene una amplia gama de colorido orquestal con ocasionales miradas al jazz de los años 1930.
Es una ópera poco representada en la actualidad; en las estadísticas de Operabase aparece con sólo una representación en el período 2005-2010.

## Personajes
| Personaje                                                    | Tesitura     | Reparto del estreno, 12 de diciembre de 1930 (Director: -) |
| ------------------------------------------------------------ | ------------ | ---------------------------------------------------------- |
| Le Roi Pausole                                               | barítono     | Dorville                                                   |
| Giglio, el paje del rey                                      | tenor        | Fred Pasquali                                              |
| El gran eunuco, Taxis                                        | tenor        | René Koval                                                 |
| Le métayer                                                   | bajo         | Louis Blanche                                              |
| El hada Aline, hija del rey                                  | soprano      | Jacqueline Francell                                        |
| Mirabelle                                                    | mezzosoprano | Meg Lemonnier                                              |
| Diane à la Houppe                                            | soprano      | Germaine Duclos                                            |
| Dame Perchuque                                               | mezzosoprano | Claude de Sivry                                            |
| Thierrette                                                   | soprano      | Regina Paris                                               |
| La reina Giselle                                             | soprano      | Moussia                                                    |
| Súbditos, esposas del rey, granjeras, soubrettes, etc (coro) |              |                                                            |